# Ragtime (román)
Ragtime je román amerického spisovatele Edgara Lawrence Doctorowa, kniha byla vydána roku 1975, česky (překlad Jiří Josek) 1982. Mnohavrstnatý román byl roku 1981 zfilmován Milošem Formanem.
Mnohovrstevný děj historické fikce se odehrává v letech 1902-1914 v USA, v období ekonomického rozmachu a velké migrace obyvatelstva. V tomto období se, mimo jiné, zrodil i hudební styl ragtime.
V románu vystupují smyšlené, ale i skutečné postavy (mezi nejznámější patří například Harry Houdini; Henry Ford, Emma Goldman, Sigmund Freud, Carl Jung, Theodore Dreiser, Jacob Riis, Emiliano Zapata a jiní). Kniha je rozdělena na čtyři části.
Román ve své centrální zápletce využívá historicky doložený příběh vedoucí ke vzniku tzv. Selských válek v Německu 16. století. Tuto historii zpracoval před Doctorowem ve své slavné novele Michael Koohlhaas německý preromantik Heinrich von Kleist.

## Děj
Roku 1902 se do New Rochelle, poblíž New Yorku, nastěhuje výše postavená rodina. Otec vlastní továrnu na vlajky a zábavnou pyrotechniku, Matka je v domácnosti, stará o Chlapce a Dědečka, žije s nimi i Matčin Mladší bratr. Stanford White, známý architekt, jež je zavražděn Harrym K. Thawem manželem Evelyn Nesbitové. Harry vraždí kvůli soše vzhledově inspirované jeho manželkou, která připomíná její minulost tanečnice. Harry skončí u soudu, Evelyna křivě svědčí, protože ji za to Harryho matka, nabídla jeden milion dolarů. Harry skončí v psychiatrické léčebně. Harryho matka Evelyn nakonec vyplatí jen zlomkovou částku (s odůvodněním na její nemanželský milostný vztah) a je s Harrym rozvedena.
Přistěhovalecká rodina Tatka se snaží přežít v bídných přistěhovaleckých podmínkách. Mamka a Holčička celý dny šily oděvy, Tatek pracoval na ulici jako pouliční malíř. Matčin vedoucí po ní vyžaduje sex, za pár centů, což se Tatek dozví, vyžene Matku a stará se o dceru sám.
Evelyn je ve středu pozornosti novinářů, kvůli soudnímu proces s jejím manželem. Jednou potkala Tatka s Holčičkou. Evelyn si Holčičku zamiluje a pravidelně dojíždí do chudinské čtvrti a nechává se Tatekem portrétovat, jenom aby Holčičce spatřila. Jednoho dne ji Tatek vezme na sezení socialistů, kde má promluvit Emma Goldmanová. Ta Evelin pozná a Tatek pak, vezme Holčičku a odjede s ní, nastává zmatek a proti socialistům zasáhne policie. Emma vyvede Evelyn ven. Sdělí ji myšlenky anarchistů, seznámí se s mladším bratrem, který Evelyn sleduje. Evelyn poté nějaký čas žije s mladším bratrem, ale pak ho opustí. Mladší bratr je nešťastný a chybějící lásku nahrazuje prací s pyrotechnikou.
Otec odjel na jeden rok na expedici polárníka Pearyho a přenechává starost o továrnu na Matce.
Matka sama vede firmu Otce a ani jí nechybí. Jednou objeví na zahradě zahrabaného kojence. Policie záhy najde černošku, které dítě patří, má být popravena, ale Matka ji nechá bydlet i s dítětem v podkroví. Otec se navátí z expedice, tak se proti Matčinu rozhodnutí nepostavil, zjistil, že jeho žena je samostatná, a podařilo se jí sjednat několik zakázek.
Jednoho dne přijel k domu černošský klavírista Coalhause Walker a sháněl Sarah, černošku s dítětem, která žila v podkroví. Ta se s ním odmítla setkat, ale Walker je navštěvoval každou neděli, až se s ním Sarah setkala. Walker byl hrdý, a na černocha relativně bohatý, koupil si auto. Často narážel na předsudky bílých. Jednou jel autem a cestu mu zatarasili dobrovolní hasiči a chtěli zaplatit „mýtné“. Walker odmítl platit nezákonné mýtné, šel tedy pro strážníka. Když se s ním vrátil, v autě na sedadle byl výkal. Walker požadoval nápravu, ale strážník ho nepodpořil. Walkerova hrdost byla uražena, a tak se dožadoval nápravy na úřadech, ale neúspěšně. Prohlásil, že Sarah si vezme teprve, až se tento problém vyřeší, Sarah z toho byla nešťastná. Proto se Sarah rozhodla přimluvit se za Wakera u viceprezidenta Jamese Shermana. Přes dav lidí, se ji to ale nepodaří a je udeřena ochrankou viceprezidenta a následně zatčena. Rodina se ji snaží pomoct, Sarah ale po týdnu zemře. Walker jí, za peníze na svatbu, pochová. Poté se Walker uchýlí k nelegálním akcím, zapálí se svými kumpány požární zbrojnici a zastřelí přítomné hasiče, náčelník hasičů William Conklin ale přežije. Walker chce, aby byl Conklin vydán jeho spravedlnosti.
Mladší bratr byl Walkerem uchvácen. Připojí se k jeho skupině a vyrábí pro ně výbušniny. Walker spáchá poté několik útoků a začne se jím zabývat tisk. Strach, který Walker šíří, změní názor lidí na tuto kauzu, Conklinův čin je odsuzován. Nakonec se Walker rozhodne vynutit si svá práva ještě razantnější cestou, obsadí knihovnu milionáře Morgana, podminuje ji a požaduje splnění svých požadavků. Conklin je donucen opravit Walkerovo auto. Walkerovy povstalci se rozprchnou a Walker se vzdá. Když ale opouští budovu, s rukama nad hlavou, tak se spustí střelba. (Walkerů příběh je pravděpodobně nejdůležitější. Je to patrné z toho, že Walker jako jediná fiktivní postava je pojmenován).
Finální osudy dalších postav:
- Mladší bratr se připojil k povstalcům v Mexiku, kde také zemřel.
- Tatek se stal filmovým režisérem a v Atlantic City se setká s rodinou Otce, kde se sblíží Holčička a Chlapec.
- Otec zahynul, když se plavil do Anglie prodat vynálezy Mladšího bratra.
- Matka se rok po Otcově smrti provdala za Tatka.
- Evelyn Nesbitová ztratila svou krásu a také svou slávu.

## Filmová adaptace
- Ragtime (1981) – americké drama. Film byl nominován na 8 Oscarů (mimo jiné herec a herečka ve vedlejší roli - Howard E. Rollins Jr., Elizabeth McGovern a kamera - Miroslav Ondříček). Režie: Miloš Forman. Hrají: James Cagney, Brad Dourif, Moses Gunn, Elizabeth McGovern, Kenneth McMillan, Pat O'Brien, Donald O'Connor, James Olson, Mandy Patinkin, Howard E. Rollins Jr., Mary Steenburgen, Jeffrey DeMunn, Robert Joy.